# Loyset Compère

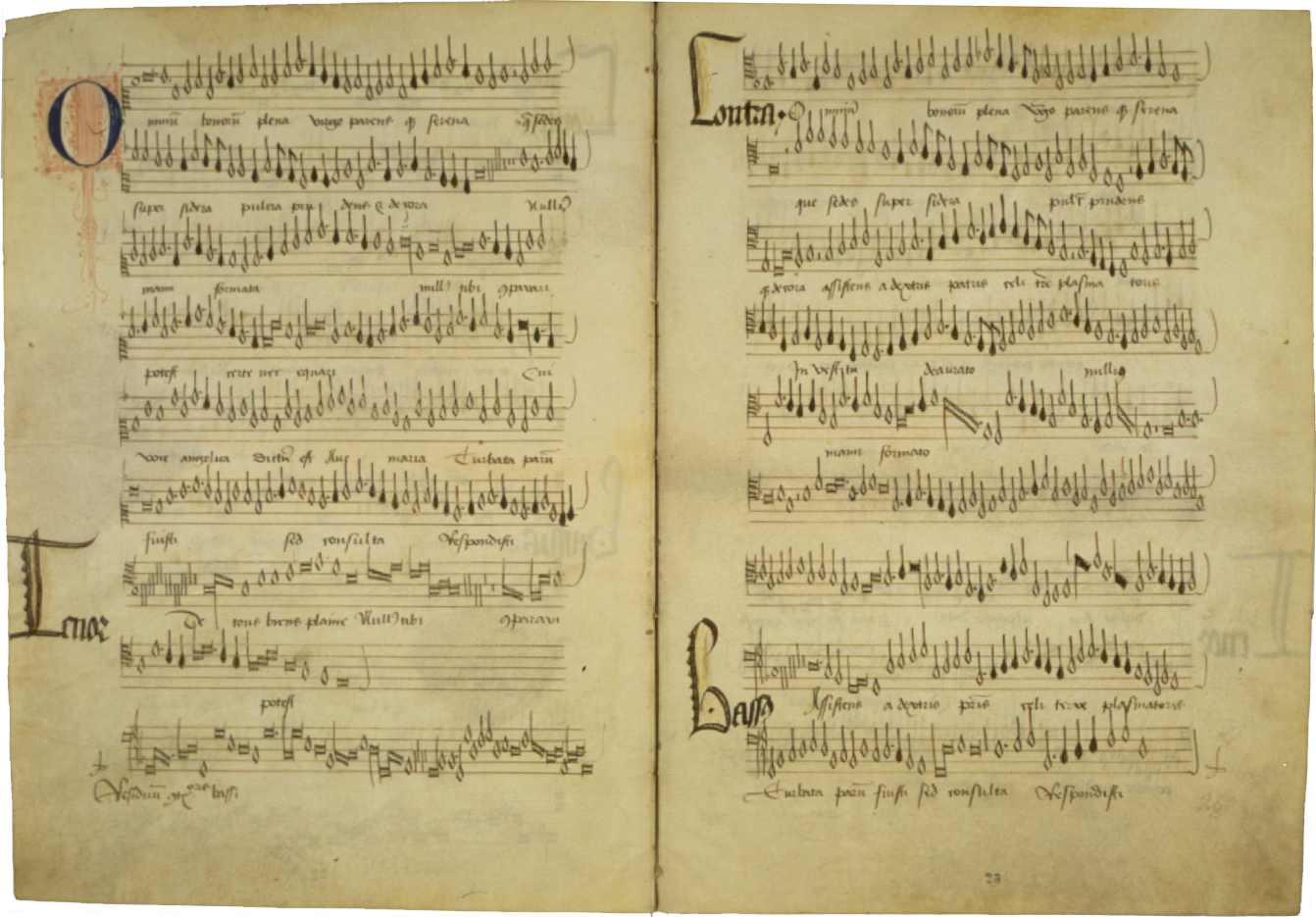
Handschrift met het Omnium bonorum plena, een motet van Loyset Compère, mogelijk het vroegste, bewaarde werk; de datering is onzeker, misschien is het gecomponeerd naar aanleiding van de wijding van de kathedraal van Kamerijk op 2 juli 1472.

Loyset Compère (bisdom Atrecht (Artesië) of in Henegouwen, omstreeks 1440/45 – Sint-Kwintens, 16 augustus 1518) was een componist uit de Franco-Vlaamse School, zanger en geestelijke.

## Leven

### 1440/45 – 1474
Volgens Jean Molinet (1435-1507), die Compère goed heeft gekend, stamt de componist van een familie uit Sint-Omaars. In een document van 1476 uit Milaan wordt hij een geestelijke genoemd uit de stad Atrecht, in de buurt van Sint-Omaars. Desalniettemin kent een besluit van Karel VIII van Frankrijk hem in april 1494 de Franse nationaliteit toe en gewaagt zelfs uitdrukkelijk van een Henegouwse afkomst. Voor deze klaarblijkelijke tegenspraak is geen verklaring.
Over Compères vorming is niets bekend. Wellicht stond hij in de jaren 1460 in contact met het Franse koninklijke hof. Zijn vroegste compositie, Puis que si biene (vóór 1465), is bewaard in een handschrift met repertoire van de Franse hofkapel. Op een band met het oude bisdom Kamerijk wijst Compères motet Omnium bonorum plena, dat misschien ter gelegenheid van de wijding van de kathedraal aldaar op 5 juli 1472 of naar aanleiding van een ontmoeting tussen het Franse en Bourgondische hof op 16 en 17 oktober 1468 in Kamerijk is ontstaan. Compères motet, het werk van een al rijpe meester, citeert Hayne van Ghizeghems bekende chanson De tous biens plaine.

### Milaan, 1474 – 1477
Enig houvast bieden pas de documenten aangaande Compère in Milaan. De hertogen van Milaan onderhielden nauwe contacten met het Franse hof. Zo hoeft het niet te verbazen dat hertog Galeazzo Maria Sforza zich per brief van 23 november 1472 tot Johannes Ockeghem richt met het verzoek hem bij de werving van zangers voor zijn sinds 1471 in opbouw zijnde hofkapel behulpzaam te zijn. Compère is een van de aangenomen zangers. Op 15 juli 1474 werd hij als nieuw lid van de hoofdzangschool van de kapel opgetekend. Zijn naam duikt ook op in de registers van 30 maart en 4 december 1475. De voornaamste collega’s van Compère waren Gaspar van Weerbeke en Jean Cordier.
In september 1476 spande de hertog zich ervoor in om voor Compère aan de abdij van San Georgio van Padua een prebende te verkrijgen; die was echter al weggeschonken. Na de moord op de hertog op 26 december 1476 kwam een eind aan Compères Milanese tijd. Op 7 januari 1477 besliste het hof de kapel af te slanken. Een document van 6 februari 1477 vermeldt Compère als een van degenen die ontslag kregen.

### Frankrijk 1477 – 1494
Compère trok, vergezeld door Jean Fresneau, naar Frankrijk. Misschien vond hij een tijdlang emplooi aan het hof van hertog Jan II van Bourbon († 1488) in Moulins. De opvallende omstandigheid dat Compère drie gedichten van de hertog heeft getoonzet, geeft aanleiding tot deze veronderstelling, steunt echter niet op archivalisch bewijsmateriaal.
In 1486 dient Compère in elk geval in de door Johannes Ockeghem geleide kapel van het Franse hof. In een pauselijke bul van 28 juli 1486 wordt hij een geestelijke uit het bisdom Atrecht genoemd en als chappelain ordinaire et chantre (gewone kapelaan en zanger) van de Franse koning omschreven.
In een decreet van april 1494 van Karel VIII van Frankrijk werd nostre cher et bien amé chappelain ordinaire et chantre de nostre chapelle maistre Loys Compère, natif du pays de Haynault, na indiening van een humble supplicatcion de Franse nationaliteit toegekend, die hij klaarblijkelijk niet had, en werd hem daarmee terzelfder tijd in zijn hoedanigheid van lid van de hofkapel het bezit van een prebende in Frankrijk toegezegd.
Van juni 1492 tot mei 1493 was Compère geestelijke aan de Notre-Dame van Parijs, een kerk waar de koning graag verdienstelijke leden van zijn kapel aanstelde. Hier werd Compère op 2 maart 1493 tot priester aan de kathedraal gewijd. Kort daarop ruilde hij twee prebenden aan de Notre Dame en de Heilige Drievuldigheidkerk in Montlhéry in tegen een prove in Voyenne in het bisdom Laon).

### Italië 1494/95
In de herfst van 1494 vergezelde Compère koning Karel VIII op zijn krijgstocht naar Italië. In een brief van 7 oktober 1494 schrijft Ferrante d’Este zijn vader, de melomane hertog Ercole I d'Este van Ferrara, dat hij Compère in Casale Montferrato had ontmoet. Compère verontschuldigde zich herhaaldelijk omdat hij niet in staat was Zijne Hoogheid op een goede compositie te vergasten, want de werken die hij op zak had waren oud. Hij vertelde dat hij in Frankrijk de boeken had achtergelaten waarin nog een aantal goede nieuwe composities lagen, en hij zou zich gelukkig prijzen Zijne Hoogheid te bevredigen, zodra hij daartoe in staat zou worden gesteld.
Vermoedelijk verbleef Compère in januari 1495 in de stad Rome, die door Karel en zijn leger werd bezet. De in 1495 of kort daarop in het koorboek I-Rvat C.S.15 genoteerde representatieve motetten van Compère (Crux triumphans, Propter gravamen, Quis numerare queat, Sile fragor), zouden met dit verblijf verband kunnen houden. Ofwel zijn deze composities in Italië ontstaan, ofwel gaat het om enkele van de door Ferrante d’Este vermelde 'oude composities'.
In juli 1495 was Compère getuige van de slag bij Fornovo en componeerde hij naar aanleiding van de Franse overwinning het chanson Vive le noble roy.

### Frankrijk 1495 – 1518
Tussen 30 april 1498 en 5 mei 1500 was Compère doyen aan de collegiale kerk van Sint-Goriks in Kamerijk, waar hij de leiding had over 48 kanunniken. Uiterlijk sinds 1500 bezat Compère het baccalaureus kerkelijk en burgerlijk recht. Van 1500 tot 1503 of 1504 bekleedde hij het ambt van proost van de collegiale kerk Sint-Pieter in Dowaai. Daar had hij blijkbaar geen eenvoudige status. In 1503 hieven de stedelijke autoriteiten de onschendbaarheid van het klooster op en veroverden ze zich met geweld toegang tot Compères woning.
Compère gaf zijn ambt in Dowaai op ten gunste van Pierre Duwez, een vroegere musicus van de Bourgondische hofkapel, die een proosdij in Condé had bezeten die Josquin Des Prez in mei 1504 op zijn beurt overnam.
Zijn laatste jaren bracht Compère aan de collegiale kerk van Sint-Kwintens door, waar hij sinds november 1491 kanunnik was. Hij genoot er tevens van inkomsten verworven uit een prebende in het bisdom Coutances.
Ondanks zijn prove bleef Compère ook na 1498 aan de Franse hofkapel verbonden. Zo componeerde hij het motet Gaude prole regia ter gelegenheid van de aankomst van Filips de Schone op 25 november 1501 in Parijs. De tekst, een gebed voor de Heilige Catharina van Alexandrië, beschrijft hoe Frankrijk en Vlaanderen samen de heilige loven. Het motet Sola caret monstris, gecomponeerd in 1507, is een scherpe uitval tegen paus Julius II ten gunste van koning Lodewijk XII.
Compère stierf op 16 augustus 1518 in Sint-Kwintens. Hij werd daar met grote eer in de collegiale kerk begraven.

## Werk
Anders dan zijn tijdgenoten schijnt Compère slechts weinig missen te hebben gecomponeerd (althans, weinige ervan zijn bewaard gebleven). Zijn temperament schijnt die van een miniaturist te zijn geweest en het grootste deel van zijn oeuvre, en ook het succesrijkste deel daarvan, was gecomponeerd in de kortere muzikale vormen van die tijd: in eerste instantie chansons en motetten. Twee stilistische tendensen zijn sterk vertegenwoordigd:
1. de stijl van de Bourgondische School, die hij kennelijk heeft leren kennen in een vroeg stadium in zijn componistenloopbaan, vóór hij in Italië kwam,
2. de lichtere stijl die in die tijd gangbaar was onder de Italiaanse componisten, die frottola‘s (de lichtzinnigere en populaire voorloper van het madrigaal) schreven.

Compère had een gave voor het vinden van melodieën en vele van zijn liederen waren zeer geliefd. Latere componisten gebruikten verschillende ervan als cantus firmus in hun missen. Bij gelegenheid stelde hij zichzelf blijkbaar graag voor enorme technische uitdagingen, waarvan hij zich dan voornam die op te lossen, zoals de zetting van quodlibets (bijvoorbeeld Au travail suis, waarin niet minder dan zes verschillende melodieën zijn verenigd, die verschillende componisten voorheen bij de toonzetting van dezelfde tekst hadden gebruikt).
Compère schreef tal van werken in een unieke vorm die soms als het vrije motet wordt omschreven, waarin iets van de lichtzinnige elegantie van het Italiaanse volkslied van die tijd werd gecombineerd met de contrapuntische componeertechnieken van de Nederlanders. In sommige ervan worden teksten uit verschillende bronnen vermengd, zoals bijvoorbeeld het nogal paradoxale Sile fragor, dat een smeekbede aan de Maagd Maria combineert met een drinklied ter ere van Bacchus. De wereldlijke teksten van zijn composities neigen naar het oneerbiedige en het gewaagde.
Zijn chansons behoren tot zijn karakteristiekste composities en vele specialisten van de Renaissancemuziek rekenen ze tot zijn beste werk. Ze zijn drie- of vierstemmig en behoren tot drie algemene categorieën:
1. vierstemmige Italiaanse, lichte a capella-werken, verwant aan de frottola’s, met syllabische tekstzettingen en vaak homofoon uitgewerkt met frequente cadensen;
2. driestemmige werken in de Bourgondische stijl, verwant aan de muziek van Dufay;
3. driestemmige motet-chansons, die meer gelijken op het middeleeuwse motet dan op wat dan ook. In deze werken zingt de laagste stem gewoonlijk de traag voortbewegende cantus firmus met een Latijnse tekst, gewoonlijk afkomstig van Gregoriaanse zang, terwijl de hoogste stemmen meer levendige delen voor hun rekening nemen op een Franse wereldlijke tekst.

Ottaviano Petrucci drukte in Venetië verschillende werken van Compère, waardoor die ruim verspreid geraakten. Klaarblijkelijk droeg hun beschikbaarheid bij tot hun bekendheid. Compère was een van de eerste componisten die voordeel haalden uit de nieuwe drukprocedé’s die in belangrijke mate hebben bijgedragen tot de verspreiding van de stijl van de Nederlandse School in Europa.
Compère schreef ook verschillende zettingen van het Magnificat (de lofzang van Maria uit het eerste hoofdstuk van het Evangelie volgens Lucas) en ook tal van korte motetten.

### Missen en misfragmenten
1. Missa 'Alles regretz';
2. Missa 'De tous bien plaine';
3. Missa 'L’homme armé';
4. Kyrie en Gloria 'sine nomine';
5. Credo 'Mon pére';
6. Credo 'sine nomine'.

### Motetti missales
Dit zijn motetcycli, waarin elk motet een misdeel uit het ordinarium en proprium vervangt. In de onderstaande lijst wordt aangegeven welk motet welk misdeel vervangt:
1. Ave Domine Jesu Christe (Missa de D.N.J.C).
(bevat: Ave Domine Jesu Christe, in loco Introitus; Ave Domine Jesu Christe, in loco Gloria; Ave Domine Jesu Christe, in loco Credo; Ave Domine Jesu Christe, in loco Offertorii; Salve, salvator mundi, in loco Sanctus; Adoramus te, Christe, in loco Elevationem; Parce, Domine, in loco Agnus; Da pacem, Domine, in loco Deo Gratias).
2. Hodie nobis de virgine (Missa in Nativitate Deus Noster Jesu Christe)
(bevat: Hodie nobis de Virgine, in loco Introitus; Beata Dei Genetrix Maria, in loco Gloria; Hodie nobis Christus natus est, in loco Credo; Genuit puerpera Regem, in loco Offertorii; Sanctum –Verbum caro factum est; Memento, salutis auctor, post Elevationem; Quem vidistis, pastores? In loco Agnus; O admirabile commercium, in loco Deo gratias).
3. Missa Galeazescha (Missa de Beata Maria Virgine) (bevat: Ave virgo gloriosa, in loco Introitus; Ave, salus infirmorum, in loco Gloria; Ave, decus Virginale, in loco Credo; Ave, sponsa verbi summi, in loco Offertorii; O Maria, in loco Sanctus; Adoramus te, Christe, in loco Elevationem; Salve, mater salvatoris, in loco Agnus; Virginis Mariae laudes, in loco Deo Gratias).

### Magnificatzettingen
1. Magnificat I toni;
2. Magnificat IV toni (enkel Esurientes);
3. Magnificat VI toni (I);
4. Magnificat VI toni (II);
5. Magnificat VII toni;
6. Magnificat VIII toni (enkel Esurientes).

### Motetten
1. Ad honorum tuum Christe;
2. Asperges me Domine;
3. Ave Maria, gratia plena;
4. Crux triumphans;
5. Gaude prole regia /Sancta Catharina (1501);
6. O admirabile commercium;
7. Officium de cruce (In nomine Jesu);
8. O genetrix gloriosa;
9. Omnium bonorum plena (gebed voor de zanger (vóór 1474);
10. Paranymphus salutat virginem;
11. Profitentes unitatem;
12. Propter gravamen;
13. Quis numerare queat / Da pacem (waarschijnlijk naar aanleiding van de vrede van Ètaples (3 november 1492) of het verbond tussen paus Alexander VI en Karel VIII op 15 januari 1495);
14. Sile fragor;
15. Sola caret monstris /Fera pessima (1507);
16. Virgo caelesti.

### Motetten-chansons
1. Le corps /Corpusque meum;
2. Male bouche /Circumdederunt me;
3. Plaine d’ennuy /Anima mea;
4. Tant ay d’ennuy / O vos omnes (=O devotz cueurs /O vos omnes.

### Driestemmige chansons
1. A qui diraige ma pensée;
2. Au travail suis;
3. Beaulté d’ amours;
4. Bergeronette savoysienne;
5. Chanter ne puis;
6. Des trois la plus;
7. Dictes moy toutes;
8. Discant adieu a madame (I);
9. En attendant;
10. Faisons boutons (tekst: Jan II van Bourbon);
11. Guerisses moy;
12. La saison en est;
13. Le grant dèsir d’aymer;
14. Le renvoy;
15. Mes pensées;
16. Ne doibt on prendre (tekst: Jan II van Bourbon. Als contrafact met de tekst Venite amanti van Angelo Poliziano als werk van Constanzo Festa uitgegeven);
17. Ne vous hastez pas (=Adieu a madame (II).);
18. Pensant au bien;
19. Pleut or a Dieu;
20. Pour estre ou nombre;
21. Puis que si bien;
22. Reveille toy franc cueur;
23. Se j’ay parlé (tekst: Henry Baude);
24. Se mieulx ne vient (met gebruikmaking van een chanson van P. Convert);
25. Se pis ne vient;
26. Seray je vostre mieulx amée (niet in de oeuvrecatalogus, door Fallows als een werk van Compère uitgegeven);
27. Sourdes regrets;
28. Tant ha bon oeul;
29. Tout mal me vient;
30. Va-t-en regret (tekst: Jan II van Bourbon);
31. Venes regrets;
32. Vive le noble roy de France;
33. Vous me faittes morir d’envie (tekst: Jan II van Bourbon).

### Vierstemmige chansons
1. Alons fere nos barbes (wellicht apocrief);
2. De les mon getes (= Voles oir une chanson);
3. Et dont revenes-vous;
4. Gentil patron;
5. J’ay un syon sur la porte;
6. Je suis amie d’un fourrier;
7. L’aultre jour me chevauchoye;
8. Mon pére m’a donné mari;
9. Nous sommes de l’ordre de St Babouin;
10. Royne du ciel;
11. Une plaisante fillette;
12. Un franc archier;
13. Vostre bargeronette;

### Frottole
1. Che fa la ramacina;
2. Scaramella fa la galla.

### Betwiste toeschrijvingen
1. Ave regina, celorim (anoniem, aan Compère toegeschreven);
2. Cayphas (veeleer van Johannes Martini dan van Compère);
3. Lourdault (veeleer van Compère dan van Ninot le Petit);
4. Mais que ce fust (veeleer van Compère dan van Pietrequin Bonnel);
5. O post partum munda (anoniem, aan Compère toegeschreven);
6. Sanctus – O sapientia (stilistisch zeer onwaarschijnlijk);
7. Se non dormi dona (anoniem, aan L.C. toegeschreven);
8. Se (Si) vous voulez que je vous face (anoniem, op stilistische gronden aan Compère toe te schrijven);
9. Vray dieu quel payne (ook aan Gaspar van Weerbeke, Jean Japart of Matthaeus Pipelare toegeschreven).

- Bibsys: 3057495
- Biblioteca Nacional de España: XX1561896
- Bibliothèque nationale de France: cb13892672t (data)
- Gemeinsame Normdatei: 128825006
- International Standard Name Identifier: 0000 0001 0855 4591
- Library of Congress Control Number: nr89016057
- Nationale Bibliotheek van Letland: 000049956
- MusicBrainz: 42a275d3-aabd-4626-80b0-8e5bbcc54238
- Nationale Bibliotheek van Tsjechië: jx20051118002
- Nationale bibliotheek van Australië: 35260591
- Nationale Bibliotheek van Israël: 987007291824105171
- Nationale Bibliotheek van Polen: a0000002529449
- Nationale en Universitaire bibliotheek Zagreb: 000516849
- Nederlandse Thesaurus van Auteursnamen: 075220237
- Réseau des bibliothèques de Suisse occidentale: 02-A003123668
- Istituto Centrale per il Catalogo Unico: MUSV017424
- SNAC: w6gf1w8c
- Système universitaire de documentation: 083004947
- Trove: 886740
- Virtual International Authority File: 14957872
- WorldCat: E39PBJwxH4YGrrVhRk6jXWbyBP